# 純情U-19
「純情U-19」（じゅんじょうアンダーナインティーン）は、日本の女性アイドルグループ・NMB48の楽曲。作詞は秋元康、作曲はつじたかひろが担当した。2012年2月8日にNMB48の3作目のシングルとしてよしもとアール・アンド・シー (laugh out loud! records) から発売された。楽曲のセンターポジションは山本彩が務めた。

## 背景とリリース
チームMが結成されてから初めてリリースされるシングル。前作と同様、通常盤Type-A、通常盤Type-B、通常盤Type-Cのほか、キャラアニ限定発売の劇場盤の4形態がリリースされ、Type-A・Type-B・Type-Cでは3曲目の収録楽曲は異なる。
「純情U-19」を歌う選抜メンバーは、前作から3人が入れ替わった。1期生木下百花が初選抜。近藤里奈・渡辺美優紀は「絶滅黒髪少女」以来約7か月ぶりの選抜復帰。前作選抜メンバーだった村上文香・山岸奈津美・山口夕輝が選抜落ちした。「純情U-19」は、2011年12月19日の『HEY!HEY!HEY!スペシャル』で初披露された。
劇場盤には山本彩のソロ曲「ジャングルジム」が収録されている。なお、ソロ曲の歌唱はNMB48としては初となる。謹慎中の吉田朱里とレコーディング時点で謹慎していた松田栞・島田玲奈を除くNMB48全メンバーがCDに参加している。参加メンバーは「選抜」または「アンダーガールズ」に割り振られている。
キャッチコピーは「ひとつくらい、守るものがあったっていいじゃないか!」。

## タイトルと歌詞
当初のタイトルは「純情U-18」であったが、秋元康がNMB48には当時最年長で19歳の山田菜々が在籍しているという話をスタッフから聞きタイトルを「純情U-19」に変更した。
歌詞中の“鉄のパンツ”というワンフレーズが話題となった。

## アートワーク
| Type-A 表 | 「純情U-19」選抜メンバー16人 |
| Type-A 裏 | 「白組」メンバー12人         |
| Type-B 表 | 「純情U-19」選抜メンバー16人 |
| Type-B 裏 | 「紅組」メンバー12人         |
| Type-C 表 | 「NMBセブン」のメンバー7人   |
| Type-C 裏 | 「NMBセブン」のメンバー7人   |
| 劇場盤 表 | 城恵理子・山本彩・渡辺美優紀 |
| 劇場盤 裏 | 城恵理子・山本彩・渡辺美優紀 |

## チャート記録
発売前日の2012年2月7日付オリコンデイリーシングルチャートで推定売上枚数約28万枚を記録し、初登場1位となった。前作「オーマイガー!」の初日の推定売上枚数である約17万2000枚（2011年10月18日付）を上回り、自己最大の初日推定売上を記録した。
2012年2月20日付オリコン週間シングルチャートでも初登場1位を記録した。NMB48のシングルは同チャートでデビュー作の「絶滅黒髪少女」から3作連続での初登場1位となり、女性アーティストによるデビューからの連続1位記録を28年8か月ぶりに更新した（従来は2作連続が最高であり、薬師丸ひろ子が「セーラー服と機関銃」「探偵物語/すこしだけやさしく」で最初に記録したほか、沢尻エリカが「タイヨウのうた」「FREE」で記録した）。初動売上は約32万9000枚であり、前作の初動である約26万5000枚を上回ったほか、デビュー作から3作連続で20万枚を突破した。これも女性アーティストとしては初の記録である（男性を含めた場合、KAT-TUNが記録して以来5年2か月ぶり）。
2012年3月28日付オリコン週間シングルチャートで前週の53位から44ランク上昇し、4週ぶりにTOP10の9位にランクインした。

## ミュージック・ビデオ
「純情U-19」のミュージック・ビデオ（MV）は園田俊郎が手がけた。桂三度やクラウンで日本ジャグリング界の第一人者であるダンディGOも出演した。スペースサーカスをイメージした演出で、メンバーが宙を舞ったり、パントマイムに挑戦している。
「努力の雫」MVの監督は久保茂昭。振付は西田一生（西田プロジェクト）が担当。

## メディアでの使用
「純情U-19」は前作「オーマイガー!」に引き続き、ラウンドワンとNMB48とのコラボレーションキャンペーン『ROUND1 × NMB48』のCMソングとして使用された。また、関西テレビのNMB48冠バラエティ番組「どっキング48」のエンディングテーマ(2012年1月10日 - 4月17日)としても使用された。

## シングル収録トラック

### 通常盤Type-A
| #         | タイトル                          | 作詞      | 作曲         | 編曲           | 時間  |
| --------- | --------------------------------- | --------- | ------------ | -------------- | ----- |
| 1.        | 「純情U-19」                      | 秋元康    | つじたかひろ | 武藤星児       | 3:47  |
| 2.        | 「場当たりGO!」(アンダーガールズ) | 秋元康    | 山田裕介     | 野中“まさ”雄一 | 3:54  |
| 3.        | 「努力の雫」(白組)                | 秋元康    | 八重樫ゆう一 | 八重樫ゆう一   | 3:26  |
| 4.        | 「純情U-19 off vocal ver.」       |           |              |                |       |
| 5.        | 「場当たりGO! off vocal ver.」    |           |              |                |       |
| 6.        | 「努力の雫 off vocal ver.」       |           |              |                |       |
| 合計時間: | 合計時間:                         | 合計時間: | 合計時間:    | 合計時間:      | 22:15 |

| #  | タイトル                                    | 作詞 | 作曲・編曲 |
| -- | ------------------------------------------- | ---- | ---------- |
| 1. | 「純情U-19 Music Video」                    |      |            |
| 2. | 「努力の雫 Music Video」                    |      |            |
| 3. | 「純情U-19 Music Video（Dance Shot ver.）」 |      |            |
| 4. | 「第1回NMB48紅白対抗料理対決（予選）」      |      |            |

### 通常盤Type-B
| #         | タイトル                          | 作詞      | 作曲         | 編曲           | 時間  |
| --------- | --------------------------------- | --------- | ------------ | -------------- | ----- |
| 1.        | 「純情U-19」                      | 秋元康    | つじたかひろ | 武藤星児       | 3:47  |
| 2.        | 「場当たりGO!」(アンダーガールズ) | 秋元康    | 山田裕介     | 野中“まさ”雄一 | 3:54  |
| 3.        | 「右へ曲がれ!」(紅組)             | 秋元康    | 茂木康亘     | 生田真心       | 3:29  |
| 4.        | 「純情U-19 off vocal ver.」       |           |              |                |       |
| 5.        | 「場当たりGO! off vocal ver.」    |           |              |                |       |
| 6.        | 「右へ曲がれ! off vocal ver.」    |           |              |                |       |
| 合計時間: | 合計時間:                         | 合計時間: | 合計時間:    | 合計時間:      | 22:21 |

| #  | タイトル                                    | 作詞 | 作曲・編曲 |
| -- | ------------------------------------------- | ---- | ---------- |
| 1. | 「純情U-19 Music Video」                    |      |            |
| 2. | 「右へ曲がれ! Music Video」                 |      |            |
| 3. | 「純情U-19 Music Video（Dance Shot ver.）」 |      |            |
| 4. | 「第1回NMB48紅白対抗料理対決（決勝）」      |      |            |

### 通常盤Type-C
| #         | タイトル                          | 作詞      | 作曲             | 編曲           | 時間  |
| --------- | --------------------------------- | --------- | ---------------- | -------------- | ----- |
| 1.        | 「純情U-19」                      | 秋元康    | つじたかひろ     | 武藤星児       | 3:47  |
| 2.        | 「場当たりGO!」(アンダーガールズ) | 秋元康    | 山田裕介         | 野中“まさ”雄一 | 3:54  |
| 3.        | 「恋愛のスピード」(NMBセブン)     | 秋元康    | 傷彦、小佐井彰史 | 野中“まさ"雄一 | 4:18  |
| 4.        | 「純情U-19 off vocal ver.」       |           |                  |                |       |
| 5.        | 「場当たりGO! off vocal ver.」    |           |                  |                |       |
| 6.        | 「恋愛のスピード off vocal ver.」 |           |                  |                |       |
| 合計時間: | 合計時間:                         | 合計時間: | 合計時間:        | 合計時間:      | 24:00 |

| #  | タイトル                                    | 作詞 | 作曲・編曲 |
| -- | ------------------------------------------- | ---- | ---------- |
| 1. | 「純情U-19 Music Video」                    |      |            |
| 2. | 「純情U-19 Music Video（Dance Shot ver.）」 |      |            |
| 3. | 「NMB48 feat.吉本新喜劇 Vol.2」             |      |            |
| 4. | 「純情U-19メイキング」                      |      |            |

### 劇場盤
| #  | タイトル                          | 作詞   | 作曲         | 編曲         | 時間 |
| -- | --------------------------------- | ------ | ------------ | ------------ | ---- |
| 1. | 「純情U-19」                      | 秋元康 | つじたかひろ | 武藤星児     | 3:47 |
| 2. | 「努力の雫」(白組)                | 秋元康 | 八重樫ゆう一 | 八重樫ゆう一 | 3:26 |
| 3. | 「右へ曲がれ!」(紅組)             | 秋元康 | 茂木康亘     | 生田真心     | 3:29 |
| 4. | 「ジャングルジム」(山本彩)        | 秋元康 | 酒井康男     | 田辺恵二     | 5:10 |
| 5. | 「純情U-19 off vocal ver.」       |        |              |              |      |
| 6. | 「努力の雫 off vocal ver.」       |        |              |              |      |
| 7. | 「右へ曲がれ! off vocal ver.」    |        |              |              |      |
| 8. | 「ジャングルジム off vocal ver.」 |        |              |              |      |

## 選抜メンバー
- 小笠原茉由
- 門脇佳奈子
- 岸野里香
- 木下春奈
- 木下百花
- 小谷里歩
- 近藤里奈
- 城恵理子
- 上西恵
- 白間美瑠
- 福本愛菜
- 矢倉楓子
- 山田菜々
- 山本彩
- 與儀ケイラ
- 渡辺美優紀